# Zerhacker (Elektrotechnik)
Ein Zerhacker (englisch chopper) bezeichnet in der Elektrotechnik eine elektromechanische Vorrichtung, die dazu dient, aus einer Gleichspannung eine rechteckförmige Wechselspannung zu erzeugen, um diese anschließend transformieren zu können. Wegen ihrer Fehleranfälligkeit wurden sie durch transistorisierte Wechselrichter in Kraftfahrzeugen abgelöst.

Zerhacker (K1) mit nachgeschaltetem Wechselrichter und Transformator

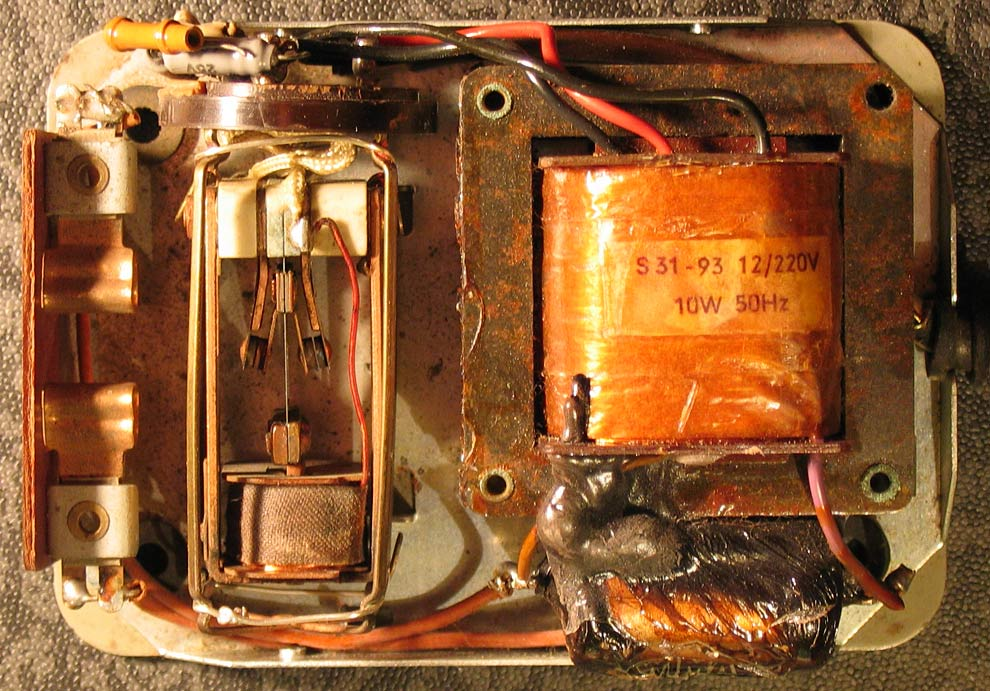
Zerhacker: v. l. n. r.: 220-V-Kontakte, Schalter, Transformator, darunter Kondensator

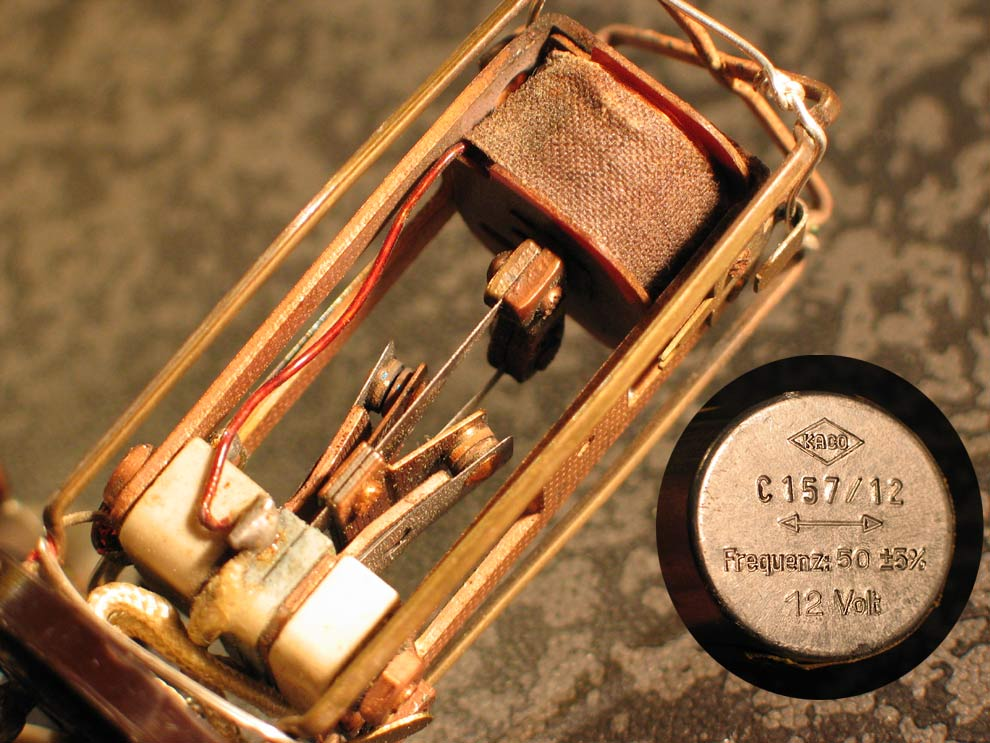
Zerhacker: Detail des Umschalters mit Gewicht als träge Masse, darüber Magnetspule, Abdeckung

Auch Leuchtstofflampen konnten mithilfe eines solchen mechanischen Inverters an Gleichspannung betrieben werden.
Eine weitere Anwendung ist die Wechselrichtung schwacher Signale, um sie driftfrei mit Hilfe von Wechselspannungsverstärkern verstärken zu können. Für derartige Anwendung ist die elektromechanische Lösung vorteilhaft, weil aktive elektronische Bauteile beliebig kleine Spannungen nicht unbedingt schalten können.
Zerhacker sind heute nicht mehr gebräuchlich. Sie sind funktionell durch Schaltnetzteile beziehungsweise Wechselrichter abgelöst worden, welche mit Halbleiterschaltern, wie Transistoren, arbeiten.
Allerdings werden Zerhacker in verschiedenen Ausführungen, da sie mit handelsüblichen Relais leicht gebaut werden können, gelegentlich von Hobbybastlern zur Erzeugung hoher Spannungen mit Batterien verwendet.

## Funktion
Die Gleichspannung (typischerweise 12 oder 24 V) regt hierbei eine Spule (Elektromagnet) an, die über einen Anker einen Schalter betätigt, der den Stromkreis zur Spule unterbricht. Der Schalter schließt jedoch wieder, da eine rückstellende Feder den Anker zurückbewegt, was zu einem erneuten Stromfluss führt. Die Folge ist ein periodisches Schließen und Öffnen des Schalters mit z. B. 50 Hz (Prinzip des Wagnerschen Hammers wie auch bei mit Gleichspannung betriebenen elektrischen Klingeln oder Funkeninduktoren).
Ein oder mehrere zusätzliche Kontakte erzeugen eine Wechselspannung, die in einem Transformator auf die benötigte Spannung (z. B. Anodenspannung) transformiert wird. Nach der Sekundärwicklung kann durch denselben Zerhacker mit weiteren Kontakten auch eine Gleichrichtung erfolgen (Synchrongleichrichter). Einfache Geräte für geringe Ströme trugen die Sekundärwicklung auch direkt auf der anregenden Spule.
Derartige Zerhacker sind wegen der Geräuschbildung, der geringen Lebensdauer und der Funkenbildung (Störemissionen) nicht mehr im Gebrauch. Sie wurden durch transistorisierte Wechselrichter ersetzt.
Zerhacker wurden früher eingesetzt, um Röhrengeräte (Radios, Taxifunkgeräte) auch aus Batterien (z. B. in Kraftfahrzeugen) zu betreiben. Weil sie Verschleißteile waren, wurden sie zwecks leichten Wechsels in einem Stecksockel montiert.

### Schwingungserzeugung
Das abgebildete Gerät ist ein Wechselrichter, der aus einer Gleichspannung von 6 Volt (Bordspannung älterer Personenkraftwagen) eine Wechselspannung von 220 Volt erzeugen kann. Dessen oben abgebildete Schaltung wird nachfolgend erklärt:
1. Das Relais K1 wird im Ausgangszustand beim Anlegen der Betriebsspannung über die Primärseite des Transformators mit Strom versorgt und zieht sofort an.
2. Der Wechselkontakt schließt das Relais nun kurz, die Spannung über dem Relais wird Null, es fällt deshalb wieder ab. Dieser Vorgang wiederholt sich fortlaufend, der Umschalter wechselt fortwährend die Position.
3. Durch die Ausführung der Kontaktzunge mit einem Massestück am Ende, das zugleich als Anker dient, ist sie schwingfähig wie eine Stimmgabel. Die Eigenfrequenz beträgt typischerweise 50 Hz.

### Transformation
Der Pluspol der speisenden Gleichspannung liegt abwechselnd am Ruhe- und Arbeitskontakt des Umschalters. Die beiden Wicklungshälften des Transformators werden dadurch abwechselnd an die Gleichspannung geschaltet. Ihr Wickelsinn ist so, dass in der Primärseite (links) des Transformators eine Wechselspannung entsteht. In der Sekundärwicklung wird eine Wechselspannung von typischerweise wenigen hundert Volt induziert. Diese kann mit einem Gleichrichter (oder einem weiteren Kontaktpaar des Zerhackers) gleichgerichtet werden und dient als Anodenspannung.
Der Kondensator auf der Sekundärseite im Bild oben dient der Entstörung, vor allem aber der Blindstromkompensation; er ist so bemessen, dass die Kontaktbelastung (Schaltfunkenbildung) möglichst gering ist.